# Stazione di Rigola Stadio
La stazione di Rigola Stadio è una fermata ferroviaria della linea Torino-Ceres, situata nel comune di Venaria Reale, al confine con la città di Torino, in posizione prossima al deposito dei tram GTT di Venaria e allo Juventus Stadium, sorto sulle ceneri del precedente stadio delle Alpi.
Precedemente gestita dal Gruppo Torinese Trasporti (GTT), dal 1º gennaio 2024 è gestita da Rete Ferroviaria Italiana (RFI).

## Storia
La fermata, situata a Venaria Reale nel rione Rigola, al confine con il quartiere di Barriera di Lanzo e lo Juventus Stadium, fu costruita in occasione del campionato mondiale di calcio 1990, in concomitanza con la realizzazione dello stadio delle Alpi nell'area di una fabbrica chimica in disuso. Entrò in servizio il 17 dicembre 1991.
La fermata è stata oggetto di riqualificazione per la finale della UEFA Europa League 2013-2014 al fine di accogliere i tifosi stranieri provenienti dall'aeroporto di Caselle e diretti allo Juventus Stadium, teatro dell'incontro.
Dal 25 agosto 2020, la ferrovia Torino-Ceres è stata interrotta a Venaria per la soppressione di Torino Dora GTT e Madonna di Campagna, causata dai lavori per il riallacciamento al passante ferroviario di Torino. La fermata di Rigola Stadio è rimasta quindi priva di traffico fino al 20 gennaio 2024, quando la linea è stata riaperta e il capolinea riportato a Torino. 

## Strutture e impianti
La fermata è composta da due binari passanti, da un fabbricato viaggiatori adibito a biglietteria e da banchine e copertura delle pensiline. È presente, al di sopra della fermata, un sovrappasso ciclo-pedonale e stradale che scavalca le rotaie.

## Servizi
La fermata dispone di:
- Biglietteria a sportello
- Biglietteria automatica
- Sala d'attesa
- Servizi igienici
- Fermata autobus

## Interscambi
La fermata è servita da diverse linee urbane di autobus e dal tram 9, oltre a una linea bus extraurbana per la provincia.

## Movimento
La fermata fino al 25 agosto 2020 era servita dalla vecchia linea SFM A del servizio ferroviario metropolitano di Torino, gestita dal GTT. Nei giorni feriali era servita da due treni in direzione di stazione di Ceres e uno in direzione stazione di Torino Dora; nei giorni festivi non fermava alcun treno, mentre aveva servizio potenziato (fermano tutti i treni, cadenzati ogni 30 minuti) durante gli eventi allo Juventus Stadium per manifestazioni sportive.
Dalla sua riapertura, avvenuta il 20 gennaio 2024, la fermata è servita dalle linee SFM 4 e SFM 7 del servizio ferroviario metropolitano di Torino, operate da Trenitalia nell'ambito del contratto di servizio stipulato con la Regione Piemonte.

## Sviluppi futuri
Tale fermata è interessata dal progetto della Regione Piemonte e dell'Agenzia Mobilità Metropolitana Torino per la realizzazione di un nuovo Movicentro e dal potenziamento del servizio ferroviario regionale del Piemonte.

### Esplicative
1. ↑  Denominazione ufficiale, come riportato nel fascicolo linea di RFI; la cartellonistica di stazione riporta tuttavia la denominazione di Venaria Reale Rigola Stadio.

### Bibliografiche
1. ↑   Circolare Territoriale RFI TO 1/2024, su normativaesercizio.rfi.it.
2. ↑   Notizie flash, in I Treni Oggi, n. 124, Salò, Editrice Trasporti su Rotaie, marzo 1992,  p. 5, ISSN 0392-4602 (WC · ACNP).
3. 1 2   Inaugurato il nuovo servizio Torino-Aeroporto. Il collegamento sarà attivo a partire dal 20 gennaio, su www.fsnews.it.
4. ↑   Tabella orari linea SFM A di GTT (PDF), su gtt.to.it (archiviato dall'url originale l'11 luglio 2019).
5. ↑  Ferrovia Torino-Ceres - Orario Archiviato il 24 aprile 2013 in Internet Archive.
6. ↑   Regione Piemonte - Direzione Trasporti Logistica, Mobilità ed Infrastrutture (PDF), su zonaovest.to.it. URL consultato il 23 gennaio 2019 (archiviato dall'url originale il 23 gennaio 2019).